# Phare d'Esposende
Le phare d'Esposende est un phare situé dans la ville d'Esposende, dans le district de Braga (Région Nord du Portugal).
Il est géré par l'autorité maritime nationale du Portugal à Oeiras (Grand Lisbonne).

## Histoire
Le phare a été érigé en 1922 à côté du Fort de São João Baptista du début du 18e siècle, classé Monument national du Portugal depuis 1982.
C'est une tourelle cylindrique métallique construit sur un socle circulaire en béton, avec galerie et lanterne. Il est entièrement peint en rouge. Un bâtiment technique de 2 étages se trouve juste à côté.
Ce phare est situé sur la rive droite de l'embouchure de la rivière Cávado, à côté du Fort de São João Baptista, dont la zone primitive était partiellement occupée par l'ancien phare mis en service en 1866. Il émet un éclat blanc, toutes les 5 secondes, visible jusqu'à 38 km. Il marque l'entrée vers Esposende.
Identifiant : ARLHS : POR018 ; PT-031 - Amirauté : D2016 - NGA : 3128.
|                                         |
| Forte de São João Baptista de Esposende |

|             |
| La lanterne |

### Lien connexe
- Liste des phares du Portugal